# 611
| [ Edytuj tabelę ]          |                             |
| Cesarz Bizancjum           | - 610 Herakliusz 641        |
| Cesarz Chin                | - 604 Sui Yangdi 618        |
| Król Essexu                | - 604 Saebert 616           |
| Król Franków               | - 584 Chlotar II 629        |
| Król Franków w Austrazji   | - 595 Teudebert II 612      |
| Cesarz Japonii             | - 592 Suiko 628             |
| Król Kentu                 | - 560 Ethelbert I 616       |
| Patriarcha Konstantynopola | - 610 Sergiusz I 638        |
| Władca Korei               | - 590 Yŏngyang 618          |
| Król Longobardów           | - 590 Agilulf 616           |
| Papież                     | - 608 Bonifacy IV 615       |
| Król Persji                | - 590 Chosrow II Parwiz 628 |
| Król Wizygotów             | - 610 Gundemar 612          |

Rok 611 / DCXI
stulecia: VI wiek ~
VII wiek ~
VIII wiek

lata: 601 «
606 «
607 «
608 «
609 «
610 «
611
» 612
» 613
» 614
» 615
» 616
» 621

## Wydarzenia
Azja
- Sasanidzi zajęli bizantyjską Antiochię Syryjską, jedno z największych miast cesarstwa, oraz Homs

Europa
- Tasso i Kakko zostali władcami Friuli
- Miała miejsce bitwa pod Toul

## Zmarli
- Gisulf II, książę Friuli, syn i następca Gisulfa I (data sporna lub przybliżona)